# Ar (Gewicht)
Ar war eine Masseneinheit (Gewichtsmaß) und galt in Xiva.
- 1 Ar = 3,6856 Lot (Preußen = 16,667 Gramm) = 61,4279 Gramm[1]

Die Maßkette war
- 1 Batman/Dürt-Un-Ser = 1 1/5 Pud = 48 Funta (russ.)/Pfund = 19,6565 Kilogramm

oder
- 1 Batman/Man/Mahnd/Maund = 4 Un-Seer = 8 Kirk-Ar = 16 Dschigirmä-Ar = 32 Un-Ar = 40 Seer = 64 Bisch-Ar = 320 Ar

Nebenbetrachtung:
- 1 Dürt-Un Seer = 40 Seer
- 1 Un-Ar = 10 Ar
- 1 Un-Seer = 10 Seer